# アンプト

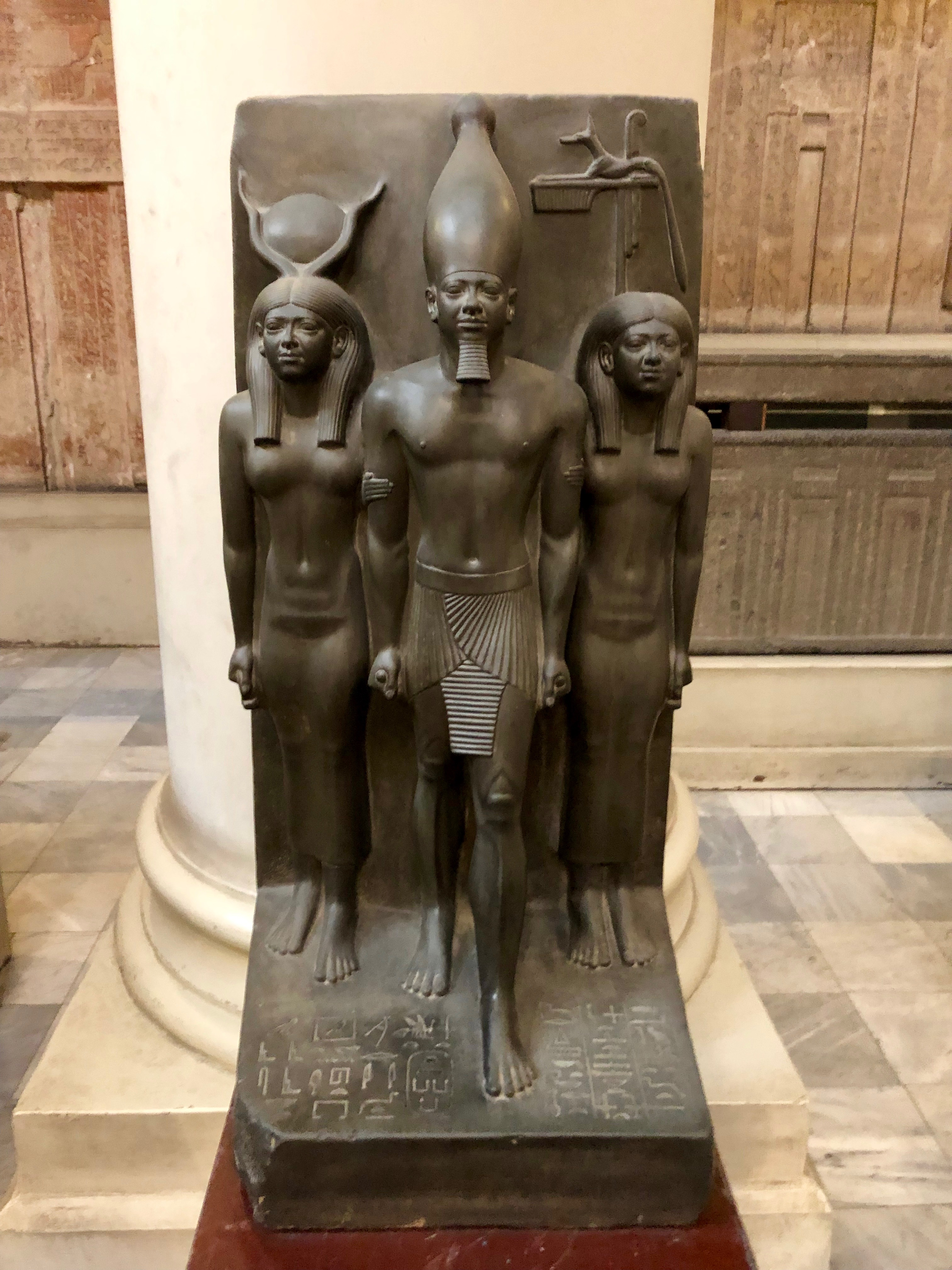
Anput (right) depicted on a triad statue with Hathor and the Pharaoh Menkaure

アンプト（Anput）とは古代エジプトの宗教に登場する女神である。彼女の名前はヒエログリフでjnpwt（中エジプト語で/ʔan.ˈpa.wat/ もしくは /jan.ˈpa.wat/と表記）と書かれている。英語においては、彼女の名前はAnupet・Input・Inpewt・Yineputとも表記される。古代エジプト人の間では、jnpwとして知られていた夫・アヌビスに対応する女性形として、女性形の接尾辞"t"で終わるjnpwtとして表記されていた。

## 神話
アンプトはアヌビスと対を成す女神である。彼女は上エジプトの第17ノモスの名を持つ女神でもある。また、冥界の神であるオシリスの体の守護者ともされている。